# Орябина
Орябина (словац. Jarabina) — село в Словаччині, Старолюбовняському окрузі Пряшівського краю. Розташоване в північно-східній частині країни, неподалік кордону з Польщею.
Перша письмова згадка датується 1329 роком. 
В селі є греко-католицька церква Різдва Пресвятої Богородиці з 1809 р., та православна церква Успіння Пресвятої Богородиці.
В селі працює дитсадок, у якому при вихованні дітей використовують словацьку, українську та русинську мову. Початкова школа діє з 1849 р., з 1953–1954 починає навчання українською мовою, яку учні школи вивчають дотепер.

## Населення
| Рік:            | 1994. | 2004.   | 2014.   | 2024.   |
| --------------- | ----- | ------- | ------- | ------- |
| Кількість осіб: | 836   | 844     | 895     | 925     |
| Різниця:        |       | +0,95 % | +6,04 % | +3,35 % |

| Рік:            | 2023. | 2024.   |
| --------------- | ----- | ------- |
| Кількість осіб: | 923   | 925     |
| Різниця:        |       | +0,21 % |

В селі проживає 864 осіб.
Національний склад населення (за даними останнього перепису населення — 2001 року):[джерело?]
- словаки — 44,12%
- українці — 29,14%
- русини — 19,66%
- цигани — 4,56%

Склад населення за приналежністю до релігії станом на 2001 рік:
- православні — 61,39%,
- греко-католики — 19,66%,
- римо-католики — 11,75%,
- не вважають себе віруючими або не належать до жодної вищезгаданої церкви — 7,20%

## Видатні постаті
- Майкл Стренк (словац. Michal Strank) — уродженець села, сержант морської піхоти США, який між першими підняв прапор США на японському острові Іодзіма, яке зняв Джо Розенталь (відоме фото «Підняття прапора на Іво Джіма»). Странк загинув у дальших боях.
- Юрій Панько, словацький лінгвіст